# 孙克义
孙克义，祖籍不详，元末明初政治人物。
元朝担任平章，镇守真定府。后常遇春攻下真定，孙克义投降，被朱元璋重用，洪武二年，担任工部尚书。洪武六年，改任刑部尚書。